# Ciudad Acuña
Ciudad Acuña is een stad in de Mexicaanse deelstaat Coahuila. De plaats heeft 124.232 inwoners (census 2005) en is de hoofdplaats van de gemeente Acuña.
De stad is gelegen aan de Rio Grande (Río Bravo), die de grens met de Verenigde Staten vormt. Aan de andere kant van de rivier ligt het Texaanse Del Rio. Een belangrijke bron van inkomsten is de maquiladora-industrie.
De stad werd gesticht in 1877. In 1912, tijdens de Mexicaanse Revolutie, riep Primitivo Gutiérrez in Acuña een anarchocommunistische samenleving uit. Gutiérrez schafte privé-eigendom af, verklaarde de grondwet ongeldig en liet alle kerken van de stad sluiten. Hij werd echter al snel verslagen door het federale leger waardoor het sociale experiment ten einde kwam. Na de Tweede Wereldoorlog zond vanuit Acuña het radiostation XERA-AM uit; volgens de wet een Mexicaanse zender maar in de praktijk gericht op de Verenigde Staten en daarom een van de border blasters. Hierdoor komen in veel Amerikaanse songs (van onder andere George Strait, ZZ Top, Johnny Cash) en films (El Mariachi, Kill Bill, Rolling Thunder) verwijzingen naar Acuña voor.
Acuña is de enige grote stad in Mexico die momenteel bestuurd wordt door een burgemeester van een regionale partij. Burgemeester Evaristo Lenin Pérez Rivera is lid van de Democratische Eenheid van Coahuila (UDC).

## Geboren
- Adan Canto (1981-2024), acteur